# 格奧爾格·科爾貝
格奧爾格·科爾貝（Georg Kolbe，1877年—1947年）薩克森州瓦爾德海姆人，德國雕刻家，為19世紀雕刻家的代表人物，其充滿活力、現代感與精簡的古典風格與法國的馬約爾（Aristide Maillol）相似。在19世紀末，科爾貝以畫家的身份在慕尼黑、德勒斯登與巴黎出名。在二十世紀初在羅馬的一次遊歷中投入雕刻，接受路易斯·图埃永的指導。1912年他在藝術上有了重要突破，發表作品「舞者」（Die Tänzerin），其最為聞名的作品。

## 作品集

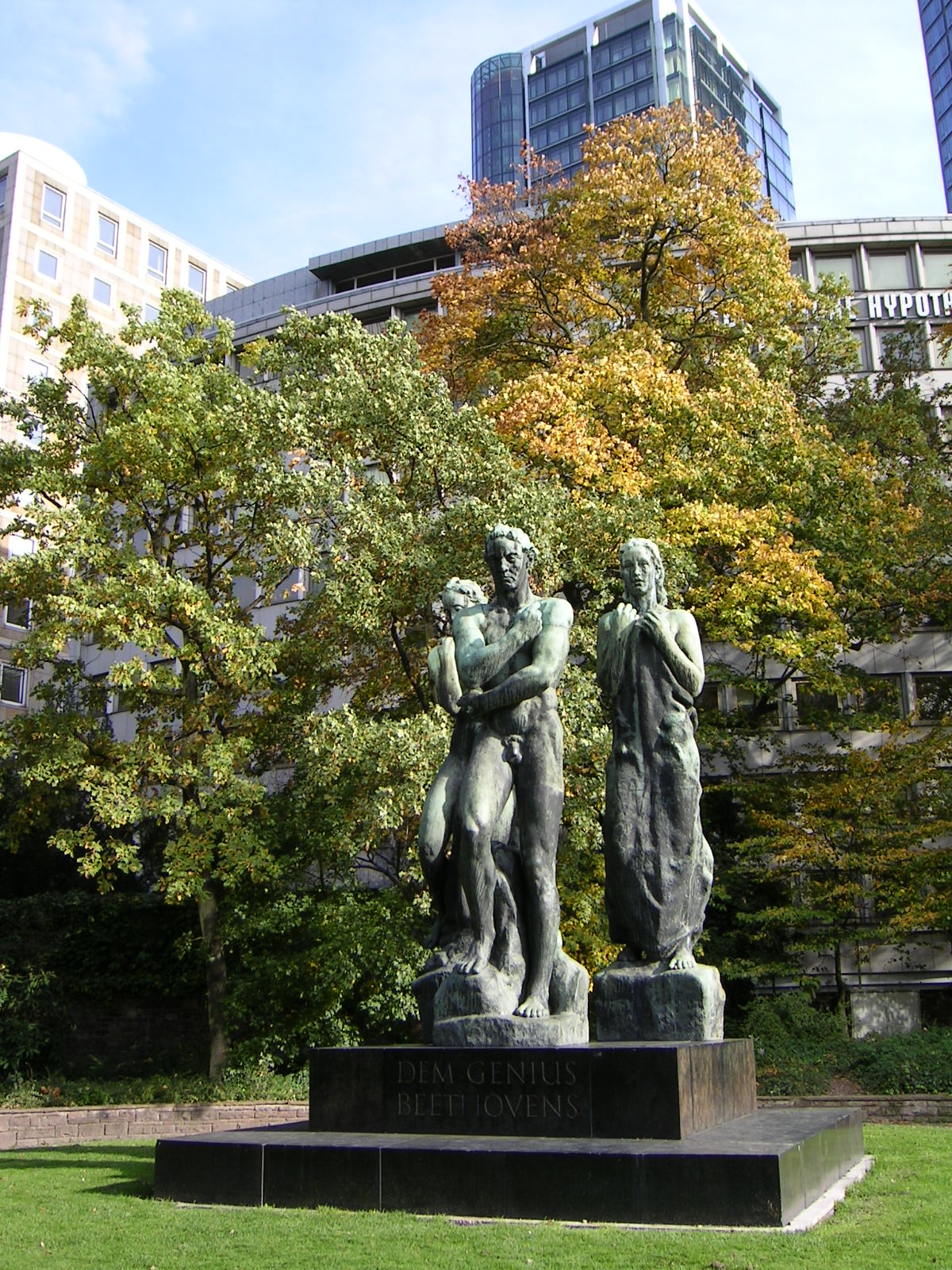
貝多芬雕像（Beethoven-Denkmal），法蘭克福
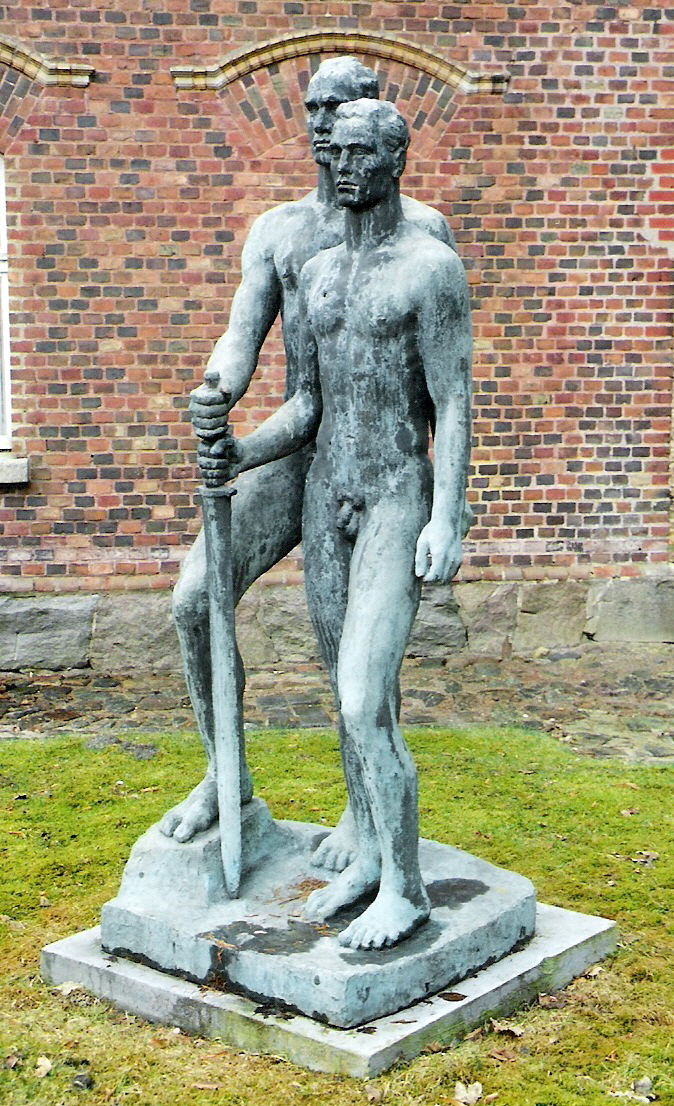
「1914–1918你们没有白白堕落。」（1935年），施特拉爾松
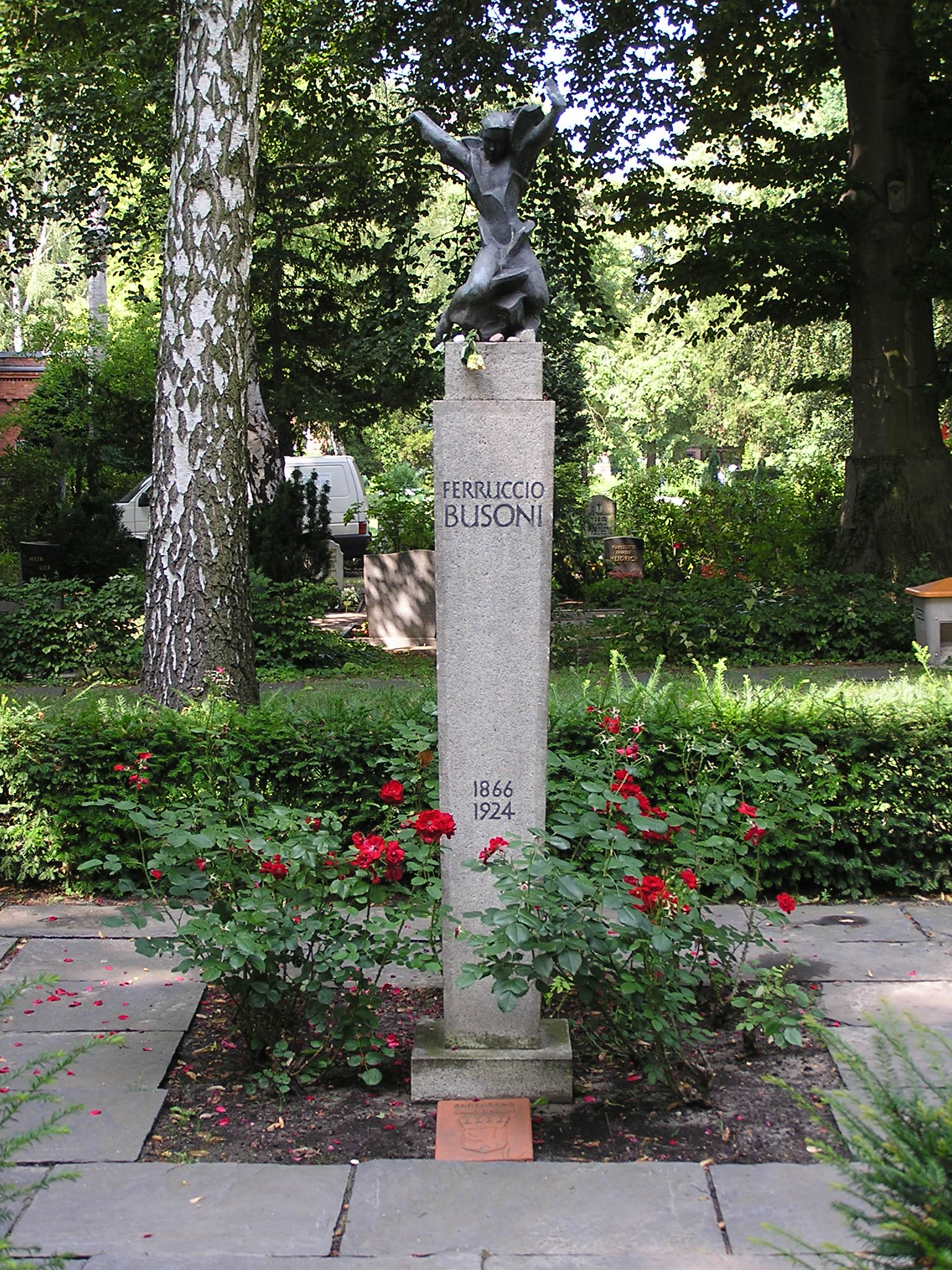
费鲁乔·布索尼之墓

## 外部連結
- 格奧爾格·科爾貝博物館 （页面存档备份，存于）
- 二十世紀人物雕刻大師 （页面存档备份，存于）